# Meziměstí
Meziměstí település Csehországban, Náchodi járásban. Meziměstí Hynčice, Teplice nad Metují, Vernéřovice, Jetřichov és Heřmánkovice településekkel határos. Lakosainak száma 2333 fő (2024. január 1.).

## Népesség
A település lakosságának változását az alábbi diagram mutatja:
| Lakosok száma | 3122 | 3697 | 3773 | 2544 | 2759 | 2852 | 2456 | 2429 | 2334 | 2333 |
|               | 1869 | 1890 | 1921 | 1950 | 1980 | 2001 | 2017 | 2019 | 2022 | 2024 |